# Angeluccio
Angeluccio (Roma, XVII secolo – XVII secolo) è stato un pittore italiano.
Fu attivo a Roma, dove continuò l'arte di Michelangelo Cerquozzi.